# Kiesselbachs plexus
Kiesselbachs plexus (även kallat Little's area) är en region i den främre-nedre (anteroinferiora) delen av nässkiljeväggen (septum nasi) med ett nätverk (plexus) av anastomotiska blodkärl. De flesta näsblödningar utgår från denna plats, nämligen runt 90 procent. Den är uppkallad efter den tyske läkaren Wilhelm Kiesselbach (1839–1902).